# Svenska mästerskapen i landsvägscykling 2022
Svenska mästerskapen i landsvägscykling 2022 bestod av ett linje-SM och ett tempo-SM som arrangerades mellan den 20 och 26 juni i Uppsala.

## Medaljörer

### Damer
| Gren                          | Guld                                     | Silver                          | Brons                                    |
| Linjelopp – seniorer 120,9 km | Jenny Rissveds Falu CK                   | Emilia Fahlin Örebrocyklisterna | Julia Borgström CK Ringen                |
| Tempolopp – seniorer 31 km    | Nathalie Eklund Stockholm CK             | Julia Borgström CK Ringen       | Malin Alzén IK Hakarpspojkarna           |
| Linjelopp – U23 120,9 km      | Julia Borgström CK Ringen                | Caroline Andersson Halmstads CK | Klara Hofer Mattsson Gimonäs CK          |
| Tempolopp – U23 31 km         | Julia Borgström CK Ringen                | Karin Söderqvist Motala AIF CK  | Klara Hofer Mattsson Gimonäs CK          |
| Linjelopp – juniorer 55,8 km  | Stina Kagevi Länna Sport CK              | Alma Johansson Mölndals CK      | Clara Sundgren Sigtuna Märsta Arlanda CK |
| Tempolopp – juniorer 16,2 km  | Clara Sundgren Sigtuna Märsta Arlanda CK | Stina Kagevi Länna Sport CK     | Felicia Israelsson Motala AIF CK         |

### Herrar
| Gren                          | Guld                           | Silver                               | Brons                                |
| Linjelopp – seniorer 186 km   | Lucas Eriksson Gånghester CK   | Tobias Ludvigsson IK Hakarpspojkarna | Jacob Eriksson Gånghester CK         |
| Tempolopp – seniorer 31 km    | Jacob Ahlsson Motala AIF CK    | Edvin Lovidius Södertälje CK         | Tobias Ludvigsson IK Hakarpspojkarna |
| Linjelopp – U23 186 km        | Lukas Vernersson Motala AIF CK | Hugo Lennartsson Motala AIF CK       | Eric Pedersen CK Bure                |
| Tempolopp – U23 31 km         | Edvin Lovidius Södertälje CK   | Olle Börner CK Fix                   | Eric Pedersen CK Bure                |
| Linjelopp – juniorer 120,9 km | Axel Gilljam CK Ringen         | Paul Greijus Länna Sport CK          | Ville Merlöv CK Ringen               |
| Tempolopp – juniorer 31 km    | Axel Gilljam CK Ringen         | Paul Greijus Länna Sport CK          | Johan Borgström CK Ringen            |